# Yeskumaala
Yeskumaala, jedna od skupina Yahgan Indijanaca koji su živjeli pred obalom Ognjene Zemlje na arhipelagu Cabo de Hornos. Govorili su posebnim dijalektom yahganskog jezika. 